# 蒙戈吕-圣伊莱尔
蒙戈吕-圣伊莱尔（法語：Montgru-Saint-Hilaire）是法国皮卡第大区埃纳省的一个市镇，属于苏瓦松区乌希堡县。该市镇2009年时的人口为32人。

## 人口
蒙戈吕-圣伊莱尔人口变化图示
| 数据来源：INSEE |